# Danny John-Jules
Daniel John-Jules dit « Danny », né le 16 septembre 1960, est un acteur britannique, chanteur et danseur. Il est surtout connu pour son rôle de Cat dans le programme télévisé Red Dwarf. Il apparaît dans la série britanno-française diffusée sur BBC One, France 2 et France Ô, Meurtres au Paradis dans le rôle du sergent Dwayne Myers.

## Enfance
Danny est né dans le quartier de Paddington situé à Londres, en Angleterre. Il a fréquenté la Rutherford Comprehensive School de 1972 à 1977. Ses deux parents sont originaires de la Dominique et sont ethniquement ghanéens.

## Carrière
Danny John-Jules a joué le rôle de Cat dans la série science-fiction de la comédie Red Dwarf depuis sa création en 1988. Depuis 2011, il interprète l'agent Dwayne Myers dans la série policière Meurtres au Paradis, tournée en Guadeloupe. Il a également joué dans la série d'espionnage pour enfant M.I. High et a interprété le rôle de Barrington dans Maid Marian and Her Merry Men (série pour enfants).
En plus de sa carrière d'acteur, il a fait diverses apparitions comme danseur et chanteur.
Avant son travail à la télévision et au cinéma, il a été danseur dans de nombreuses productions dans les théâtres du West End. Il était un membre de la distribution originale de Starlight Express, jouant un wagon appelé Rocky I.
En 2018, il participe à la 16e saison de Strictly Come Dancing. Il est associé à la danseuse Amy Dowden et est éliminé en semaine 8.

## Vie personnelle
Il est l'oncle de Tyreece John-Jules, footballeur anglais.

## Filmographie

### Cinéma
- 1979 : Scum - un guetteur (non crédité)
- 1981 : La Grande Aventure des Muppets - un danseur de rue (non crédité)
- 1986 : Labyrinthe - Fêtard 3, Fêtard 4 (voix)
- 1986 : La Petite Boutique des horreurs - un chanteur de rue
- 1998 : Arnaques, Crimes et Botanique - Barfly Jack
- 2002 : Blade 2 - Asad
- 2010 : Seule contre tous - Duke
- 2011 : Mission : Noël - un elfe (voix)
- 2012 : The Grind - Phil

### Télévision
- 1988–2020 : Red Dwarf - Cat (74 épisodes)
- 1989–1994 : Maid Marian and Her Merry Men - Barrington (26 épisodes)
- 1994 : The Bill - Andy Brown (épisode Backlash)
- 1995 : The Tomorrow People - Byron Lucifer
- 1996 : The Demon Headmaster - Eddy Hair (2 épisodes)
- 2002–2004 : The Story Makers - Milton Wordsworth (74 épisodes)
- 2003–2005 : The Crouches - Ed (11 épisodes)
- 2004 : Casualty - Leon (épisodes Emotional Rescue: Parts 1 & 2)
- 2006 : Doctors - Bradley Patterson (épisode Junk Soul Brothers)
- 2007–2008 : M.I. High - Lenny Bicknall (23 épisodes)
- 2011–2018, 2021, 2024– : Meurtres au paradis - officier Dwayne Myers (60 épisodes)
- 2015–2018 : Bob le bricoleur - Curtis (voix)
- 2018–2022 : Robozuna - Niven & Spark (voix)
- 2017 : Urban Myths - Don King (épisode The Greatest Of All Time)
- 2022 : Shakespeare & Hathaway: Private Investigators - Ben Lovedon (épisode If Music Be the Food of Love)